# نهمس
نهمس (به آلمانی: Nehms) یک شهر در آلمان است که در زگه‌برگ واقع شده‌است. نهمس ۶۰۲ نفر جمعیت دارد.